# Camilla Calicchio
Camilla Calicchio (Venecia, 24 de diciembre de 1653 – Ibídem, 6 de mayo de 1728) fue la madre del compositor Antonio Vivaldi.
Camilla Calicchio era hija de un sastre llamado Camilo Calicchio, natural de Pomarico (Matera, Basilicata), y de Giannetta (Zanetta) Temporini, casados desde el 12 de octubre de 1650 y trasladados a Venecia. Tres años después nació Camilla.
Cerca de la casa familiar vivía una viuda originaria de Brescia (Lombardía) con sus dos hijos. El mayor de ellos se llamaba Giovanni Battista Vivaldi.
Los dos adolescentes comenzaron a verse y, en el día 11 de junio de 1676, cuando Camila ya era huérfana, se casaron en la iglesia de San Gionanni della Giudecca (ya demolida). El 4 de marzo de 1678 tuvieron a su primer hijo, llamado Antonio Lucio, el que llegaría a ser Antonio Vivaldi.
Además de Antonio, tuvieron siete hijos más: Margherita (n. 1680); Cecilia (n. 1683); Bonaventura (n. 1685); Zanetta (n. 1687); Francesco Gaetano (n. 1690); Issepo (n. 1692); y Michela Gerolama (n. 1697, y muerta a edad temprana).